# Station Nørreport
Nørreport (letterlijk "Noorderpoort") is een trein- en metrostation in de Deense hoofdstad Kopenhagen. Het is een van de drukste verkeersknooppunten van Kopenhagen, met dagelijks ongeveer 300.000 reizigers, waarvan 60.000 metropassagiers.

## Geschiedenis
Om de problemen met het treinverkeer in Kopenhagen op te lossen werd in 1904 besloten tot de bouw van een nieuw centraal station dat via een spoorlijn aan de noordkant met station Østerport, zou worden verbonden ten behoeve van het treinverkeer ten noorden van de stad. Deze Boulevardbanen moest deels ondergronds aangelegd worden om te vermijden dat het eveneens groeiende wegverkeer hinder zou ondervinden van spoorwegovergangen in het centrum. Het tussenstation aan de Boulevardbanen kwam ondergronds ter hoogte van de Frederiksborggade, waar tot 1857 de Nørreport stond en kreeg dan ook de naam van de voormalige stadspoort. In de Frederiksborggade staat een kilometerpaal op de plaats van de poort met daarop de afstanden tot verschillende plaatsen ten noordwesten van Kopenhagen.  

### Boulevardbanen
De boulevardbanen werd ontworpen door ingenieur Holger Hammerich met vier sporen waarvan de westelijke twee bedoeld waren voor de forenzentreinen en de oostelijke twee voor de langeafstandstreinen. In het ontwerp zouden alleen perrons komen aan de westelijke sporen. De bouw van de tunnel met station Nørreport begon in 1909 en de sporen voor de langeafstandtreinen kwamen op 1 december 1917 in gebruik. Het tekort aan materialen tijdens de Eerste Wereldoorlog vertraagde de aanleg zodat de sporen  voor de forenzentreinen  pas later werden gelegd. Hierdoor werd tijdens de bouw duidelijk dat de stoptrein tussen Rungsted en het op 1 december 1911 geopende Københavns Hovedbanegård de sporen voor de langeafstand moest gebruiken waarop werd besloten om ook deze van een perron te voorzien. In verband met de beschikbare ruimte werd het een eilandperron dat smaller is dan dat aan de westelijke sporen en ook iets noordelijker ligt. De westelijke sporen waren pas op 1 oktober 1921 gereed en werden in 1934 onderdeel van het stadsgewestelijknet.
Aanvankelijk werden bovengronds twee ronde toegangsgebouwen aan weerszijden van de Frederiksborggade gebouwd met kaartverkoop, een wachtkamer voor tramreizigers en  ventilatiesystemen. Deze neobarokke gebouwtjes, die de bijnaam soeppotten kregen, werden ontworpen door de hoofdarchitect van DSB, Heinrich Wenck. 

### Elektrificatie
In 1932 werden de gebouwtjes van Wenck gesloopt in het kader van de verbouwing van het station voor het stadsgewestelijknet (S-tog). Het nieuwe station uit 1934 werd ontworpen door Wencks opvolger K.T. Seest, die een functionalistisch gebouw neerzette, met als nieuwtje de stationsnaam in gebogen neonbuizen op het gebouw. Omdat de S-tog met elektrische treinstellen met bovenleiding zou gaan rijden moesten de sporen worden afgezonken om in de tunnel ruimte te maken voor de benodigde rijdraad. 
De trappenhuizen werden hergebruikt en tot de sloop (2011-2013) waren langs de twee trappen naar het S-togperron de wandversieringen van het oorspronkelijke station te zien, een balustrade met een Attische lintlus bij de zuidelijkste trap en een paar pilaren met bollen bij de noordelijkste trap. De stucplafonds in de reizigerstunnels bestaan nog steeds. In de jaren 80 van de 20e eeuw werden de openingen tussen de twee tunnelbuizen gedicht met geluidsdempende panelen en in 1985, ruim 50 jaar na het stadsgewestelijknet, werden in het kader van de elektrificatie van de Kystbanen ook de langeafstandssporen afgezonken om ruimte te maken voor de bovenleiding. 

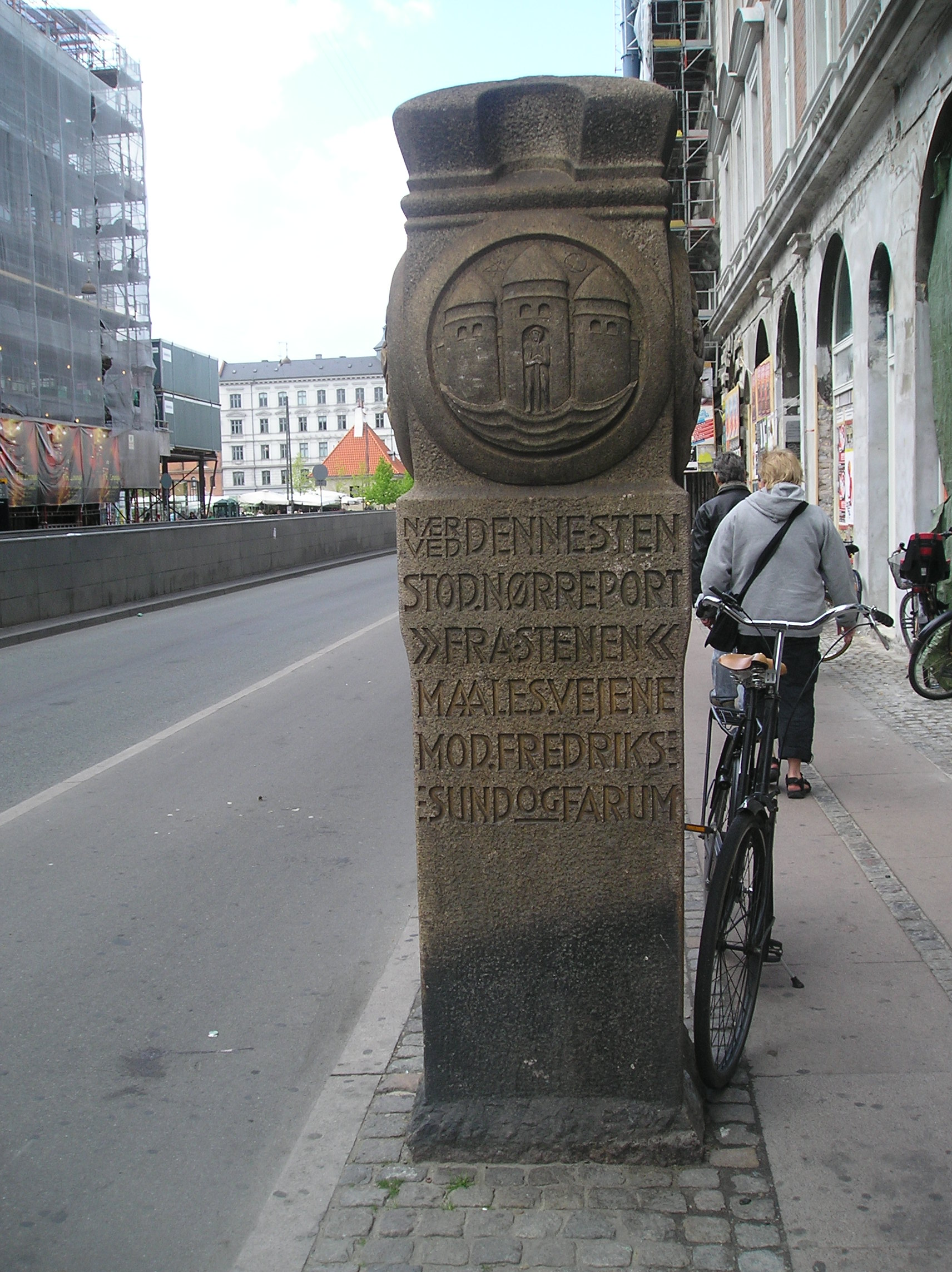
Kilometerpaal ter herinnering aan de oude stadspoort.
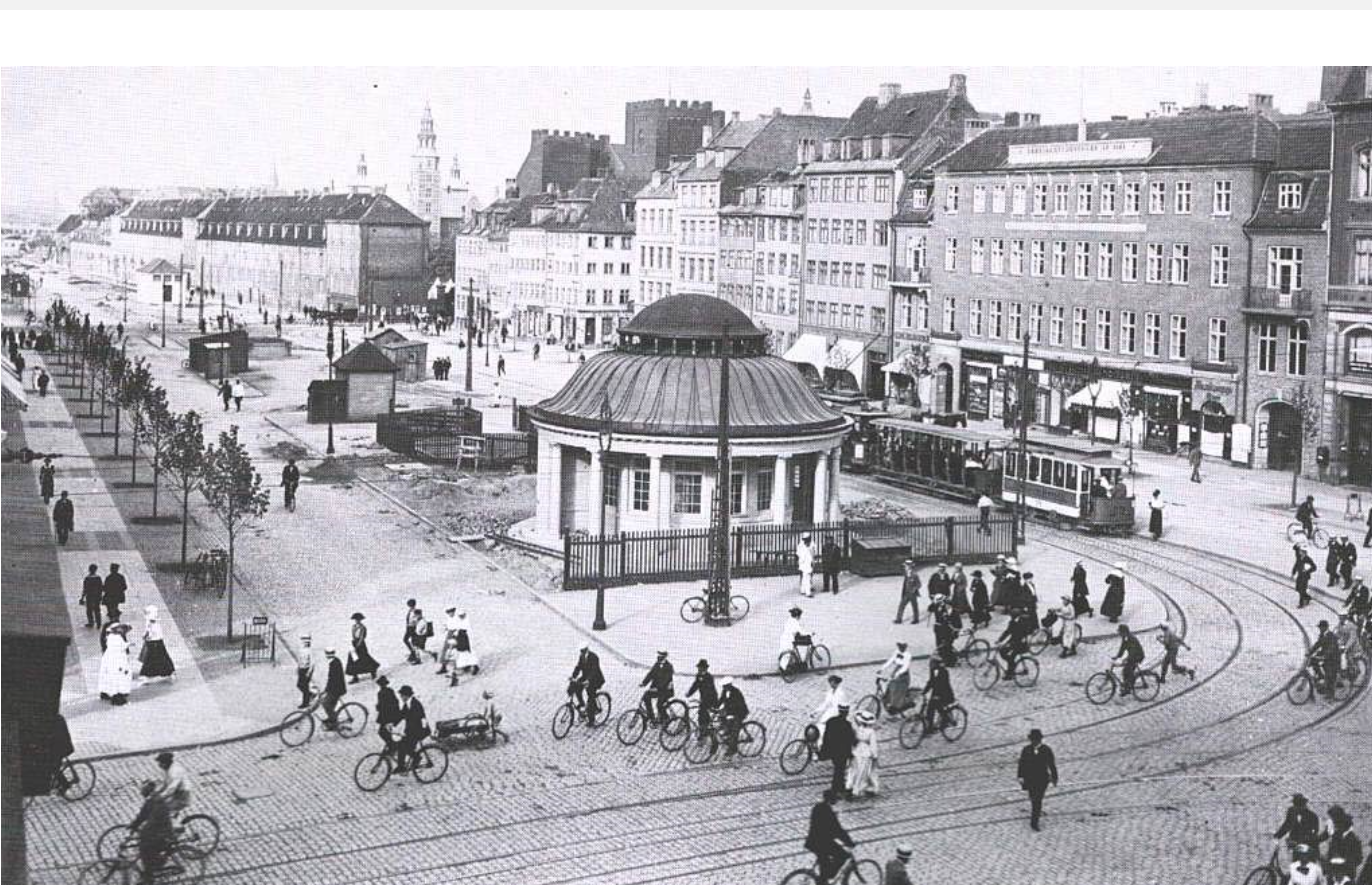
Een van de “soeppotten” in 1920.
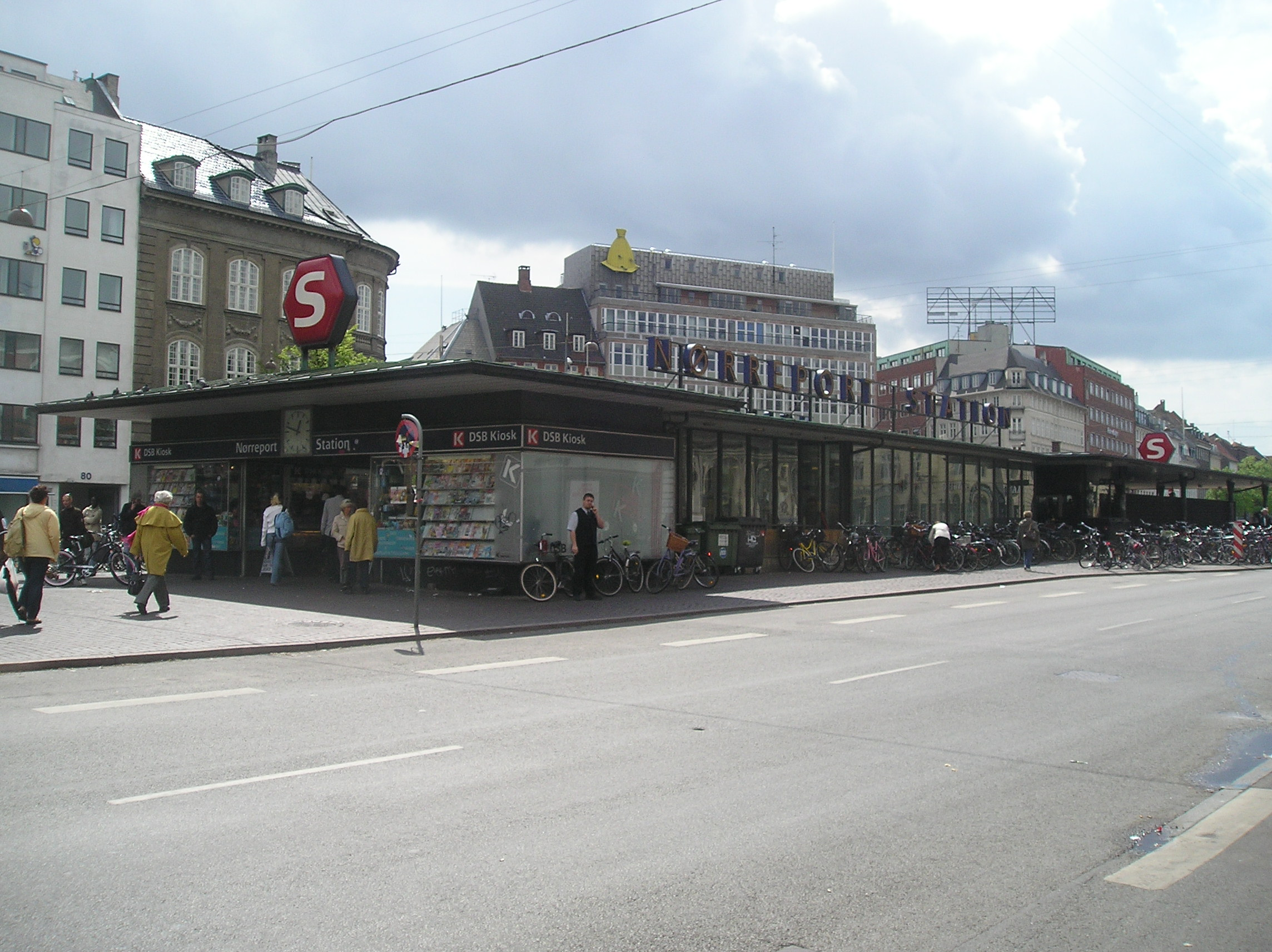
Het stationsgebouw uit 1934 in 2007.

### Metro
In 1994 koos de Ørestadsselskabet voor een metro als OV-verbinding tussen de binnenstad en de nieuw te bouwen woonwijken en bedrijfsterreinen op Amager. Het noordelijke eindpunt van de metrolijn moest komen bij Nørreport, waarmee ze aansluiting zou hebben op de S-tog en het landelijk spoorwegnet. In het metro-ontwerp uit 1995, dat in 1996 werd goedgekeurd, was het metrostation opgenomen onder de Frederiksborggade haaks op de Boulevardbanen.
Onder de perrons van het treinstation zou een overstaptunnel komen tussen trein- en metrostation en de metrotunnels kwamen nog dieper te liggen.  Tijdens de aanleg van de metro werd in het voorjaar van 1999 duidelijk dat de bodemgesteldheid rond het station anders was dan aanvankelijk was aangenomen en de bouw van de overstaptunnel aanzienlijke hinder voor de S-tog zou veroorzaken. 
Hierom werd een overstaptunnel boven de treinsporen overwogen die makkelijker te bouwen zou zijn. Na politiek getouwtrek tussen de DSB, Banedanmark, de Ørestadsselskabet en de minister van verkeer werd in januari 2000 besloten om de diepgelegen overstaptunnel volgens plan te bouwen. Hiervoor werd tijdens, de 30 maanden durende, bouw de grond rond Nørreport  bevroren om te voorkomen dat door wegstromend water en zand omliggende gebouwen zouden beschadigen of instorten. Gedurende 9 maanden was het S-tog perron voor de helft buiten gebruik zodat reizigers slechts bij vier bakken konden in en uitstappen.

### Luchtvervuiling
De dieseltractie die, op de S-tog na, de standaard was op het Deense spoorwegnet is de belangrijkste bron van de luchtverontreiniging bij het oostelijke perron. Het perron is een van de plaatsen met de grootste luchtvervuiling in Denemarken die onder meer bestaat uit gevaarlijke fijnstof. Een meting uit 2008 voor Ingeniøren kwam tot een fijnstof gehalte van 300 miljoen deeltjes per liter lucht. De DSB heeft jarenlang ontheffing gekregen voor het overschrijden van de grenswaarde en de milieuzone in Kopenhagen, die op 1 september 2008 werd ingesteld, stelt eisen zoals filters aan het wegverkeer maar het spoorverkeer is vrijgesteld van de eisen van de milieuzone

### Ny  Nørreport
De slechte luchtkwaliteit en de slechte verlichting was begin 21e eeuw voor de DSB aanleiding om plannen te maken voor verbeteringen aan het station. Het ontwerp Ny Nørreport (nieuw Nørreport)  moest zorgen voor een betere luchtkwaliteit en verlichting, en bovengronds moest het verkeer anders worden afgehandeld. Het stationsgebouw uit 1934 lag in de middenberm van de Nørre Voldgade, in de nieuwe situatie zou het autoverkeer aan de westkant rijden en de oostkant van het plein moest aansluiten op het voetgangersgebied in de binnenstad. De voorgestelde ombouw zou een langwerpige glazenkoepel boven het oostelijke perron krijgen. De ombouw zou naar schatting vijf jaar duren en tussen de DKK 500 mln. En 1 mrd. Kosten.
Als alternatief kwamen de toenmalige burgemeester, Ritt Bjerregaard (Sociaal-Democratische Partij), en de wethouder van techniek en milieu, Klaus Bondam (Radicaal-liberale Partij), in Politiken met een voorstel vanuit een andere invalshoek. Het stationsgebouw zou daarbij plaatsmaken voor een groter geheel dat niet alleen een treinstation bevat, maar ook hoogbouw en eventueel zelfs een ondergronds winkelcentrum. Deze voorstellen werden meegenomen in de besluitvorming over het stationsgebied in verband met de renovatie. 
In oktober 2009 stemde een ruime meerderheid in het Deense parlement in met de modernisering die onder meer de luchtkwaliteit op het perron van de langeafstandstreinen zou waarborgen. Er werd een architectuurwedstrijd uitgeschreven voor Ny Nørreport en op 3 november 2009 kon burgemeester Ritt Bjerregaard de winnaar bekend maken. Ny Nørreport werd uitgevoerd door:
- Banedanmark was de ontwikkelaar van de betonrenovatie en van het projectvoorstel van het Deense Vervoersagentschap voor de renovatie van het perron van de langeafstandstrein.
- DSB was verantwoordelijk voor nieuwe, moderne stationsgebouwen.
- De stad Kopenhagen was verantwoordelijk voor de inrichting van het plein op straatniveau, terwijl Gottlieb Paludan Architects, Cobe en Bartenbach LichtLabor het team van architecten en verlichtingsspecialisten vormden.
- Grontmij trad op als adviseur bij de activiteiten zowel ondergronds als bovengronds.
- Ramboll was adviseur op het gebied van verkeer en seinen.

Op 16 september 2011 werd het werk gegund aan een consortium bestaande uit Per Aarsleff en E. Pihl & Søn. Ze kregen onder meer de opdracht om de betonconstructies in de tunnelbuizen te renoveren, brandbeveiliging aan te brengen en een nieuw ventilatiesysteem aan te leggen. Bovengronds werd het stationsplein opnieuw ingericht en voorzien van 2.100 fietsenrekken. In verband met de renovatie werd het oostelijke perron begin september 2013 tijdelijk gesloten. De ondergrondse werkzaamheden werden in het voorjaar van 2014 afgerond en werden afgerond met de heropening van het langeafstandsperron op 22 april 2014, terwijl de bovengrondse werkzaamheden begin 2015 werden afgerond.
Cobe ontwierp de nieuwe plattegrond voor Nørreport die gebaseerd was op een stroomdiagram dat de bewegingen van voetgangers en fietsers rond het station weergeven. Het diagram toonde enkele kleine »eilanden« rond het plein, die zelden werden betreden door de burgers. De eilanden kregen bij de herinrichting de functie van fietsenstalling en de ronde vormen van deze eilanden komen terug  in de daken van het station. 
In zijn boek 'Den nye bølge i dansk arkitektur' (De nieuwe golf in Deense architectuur) belicht Kjeld Vindum (universitair hoofddocent architectuur aan de Koninklijke Deense Academie voor Schone Kunsten) het ontwerp als een voorbeeld van de meer conceptuele trend die in de jaren 2010 brak met de traditie van de Deense architectuur.
De realisatie van Ny Nørreport betekende dat de twee trappen en de wandschilderingen uit het station van Heinrich Wenck verdwenen en het stationsgebouw van K.T. Seest uit 1934 werd afgebroken.
In aansluiting op de renovatie werd de overstaptunnel doorgetrokken tot in het voetgangersgebied aan de centrumzijde en rond de jaarwisseling van 2015/2016 werd de trap tussen de overstaptunnel en de  Frederiksborggade voltooid. Het metrobedrijf betaalde DKK 100 mln. Voor de bouw, terwijl de DSB 57 mln. Betaalde om de grond tijdens de werkzaamheden te kunnen bevriezen.

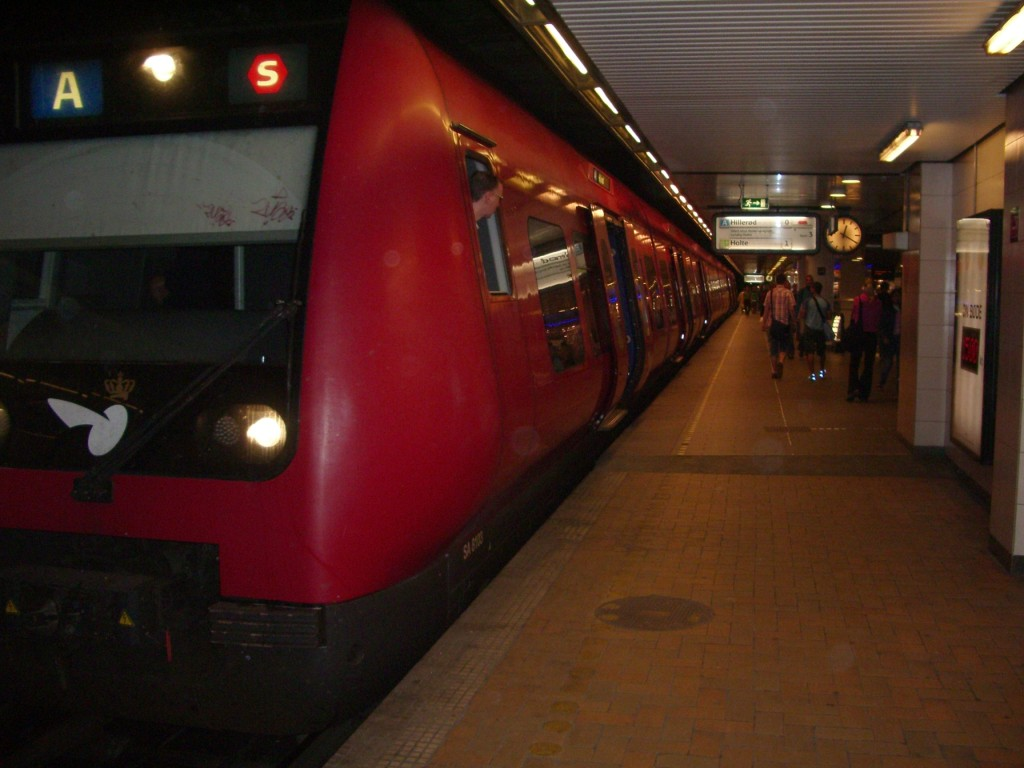
Het perron van de S-tog.
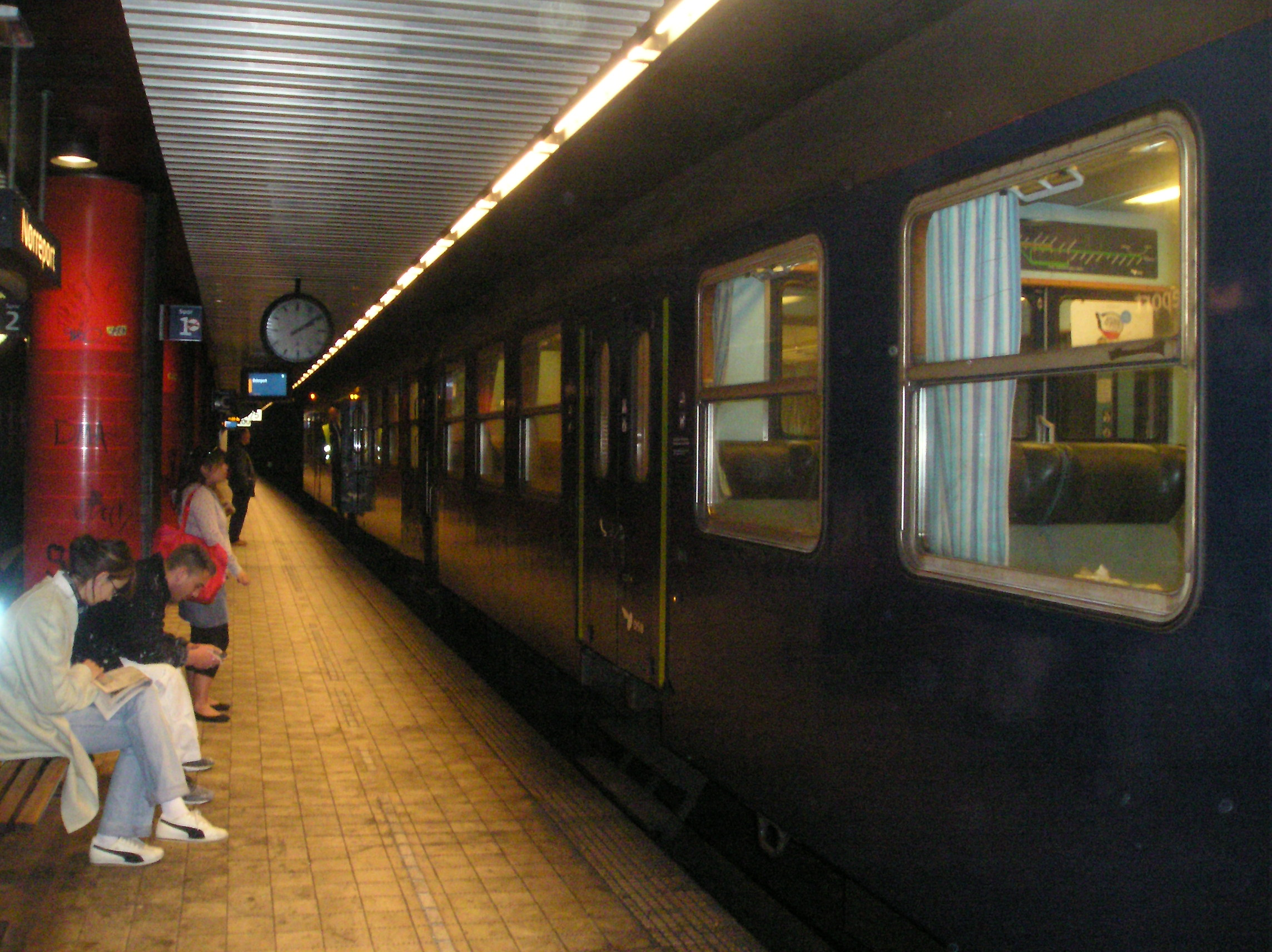
Het perron voor de langeafstandstreinen voor..
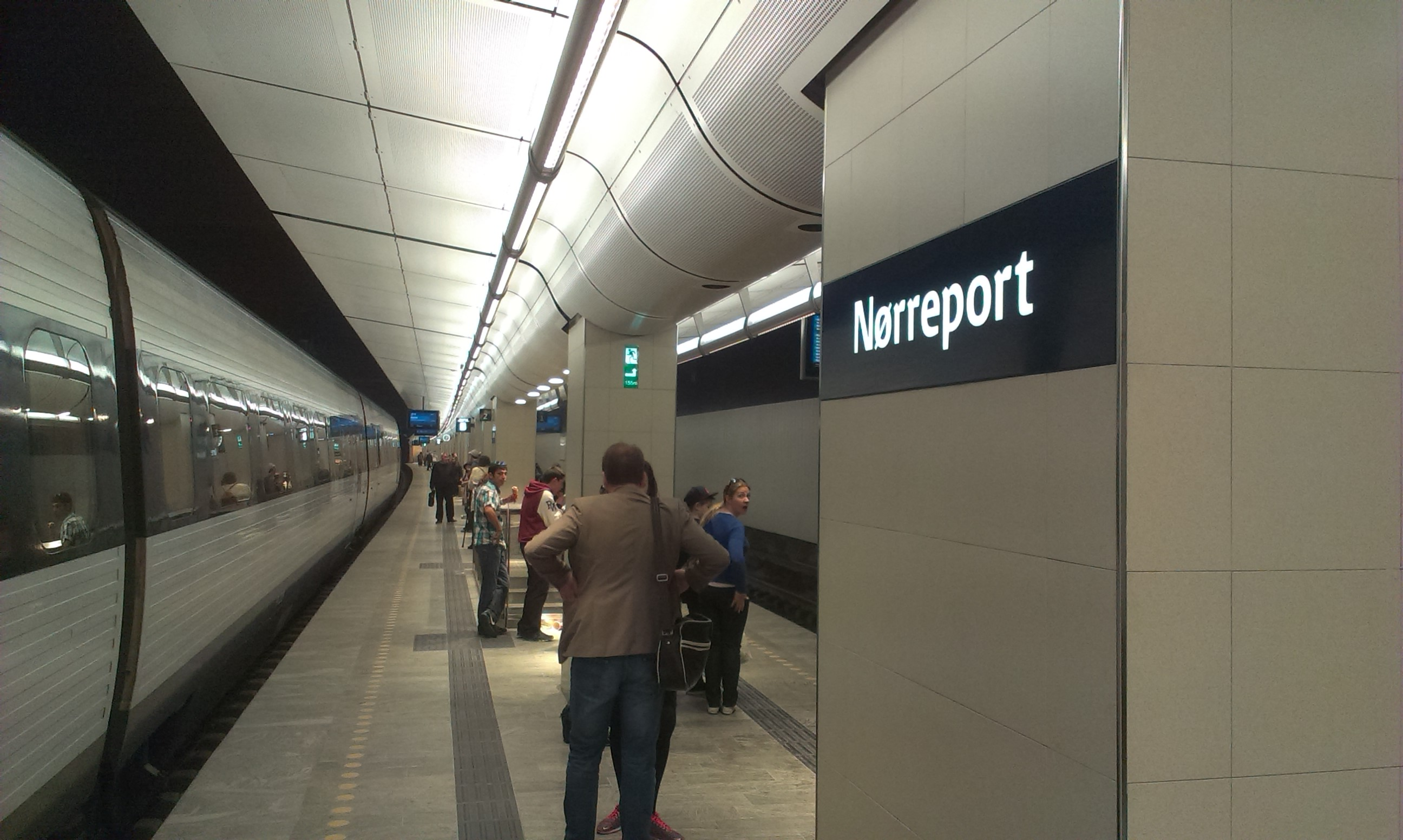
..en na de renovatie.

## Ligging en inrichting
Het ondergrondse station in 400 meter lang en strekt zich uit tussen de Nørregade in het zuiden en de Gothersgade in het noorden. De breedte varieert tussen de 22 en 33 meter. De twee eilandperrons voor de S-tog respectievelijk het landelijke spoorwegnet liggen onder de Nørre Voldgade en bovengronds zijn de voorzieningen van het station verdeeld in een rechthoek langs de zuidoostelijke kant van Nørre Voldgade tussen de Gothersgade en de kruising met Nørregade. 
Op dit terrein bevinden zich een aantal licht verzonken plekken voor fietsenrekken. Daarnaast zijn er een aantal ventilatiebuizen van het langeafstandsperron. 
Het perron van het landelijke spoorwegnet heeft een eigen toegang in de vorm van een vaste trap aan op de hoek van de Gothersgade en de Øster Voldgade aan het noordoosteinde van het perron.
In het midden van het plein ten noorden van de Frederiksborggade, ligt onder een van de kappen een kiosk en een toegang met vaste trappen tot het S-tog perron. Ten zuiden van de Frederiksborggade ligt een grotere kap boven de toiletten en een toegang met trappen en liften naar een bescheiden hal die toegang biedt tot beide perrons.    
Bij de kruising met Nørregade, is er nog een kap boven vaste trappen die het s-tog perron met de straat verbinden. Ten zuiden van de Nørregade is er een fietsenstalling en een buskeerpunt met bijbehorend chauffeursgebouw voor de bussen die eindigen bij Nørreport. 
De overstaptunnel tussen het voetgangersgebied aan de centrumzijde en het metrostation loopt onder de perrons door, het langeafstandsperron is met vaste trappen met de tunnel verbonden en met roltrappen met het S-tog perron. 
Het wegverkeer rijdt langs de noordwest kant van de Nørre Voldgade, waar ook bushaltes, twee voor elke richting, te vinden zijn alsmede een uitstaphalte voor de lijnen die eindigen op Nørreport. Vlak bij het kruispunt is er ook een halte in de Frederiksborggade. Er zijn geen parkeerplaatsen bij het station  maar er is een ondergrondse parkeergarage in de buurt onder Israels Plads.

## Reizgersverkeer
Op Station Nørreport stoppen de lijnen A, B, Bx, C, E en H van de S-tog. De enige lijn die hier niet komt is lijn F (Ringbanen). Het perron van het landelijke spoorwegnet wordt bediend door interlokale stoptreinen, intercity-treinen en de Østersundstog.

## Galerij

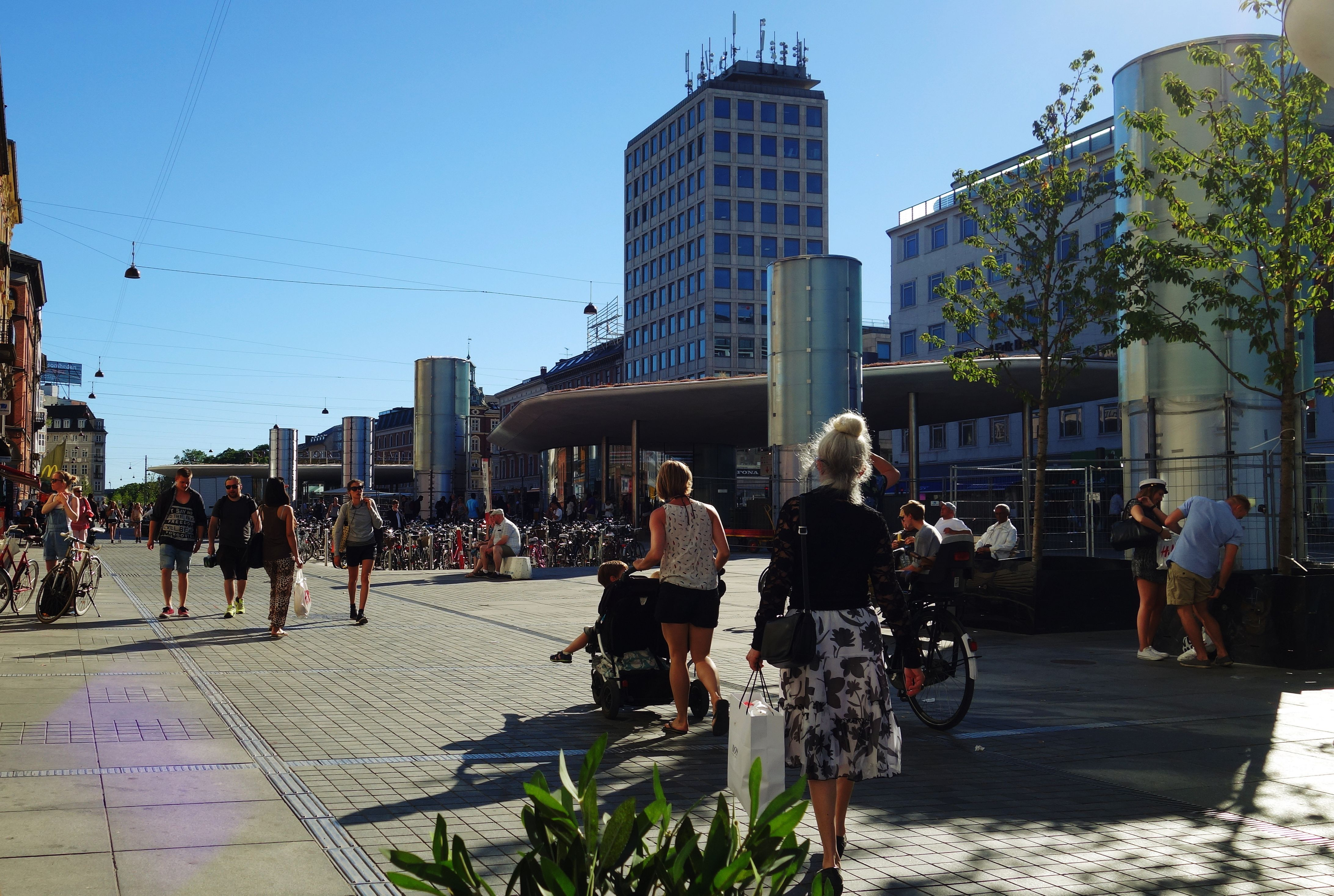
Het station en de ventilatiepijpen gezien vanuit het noorden.
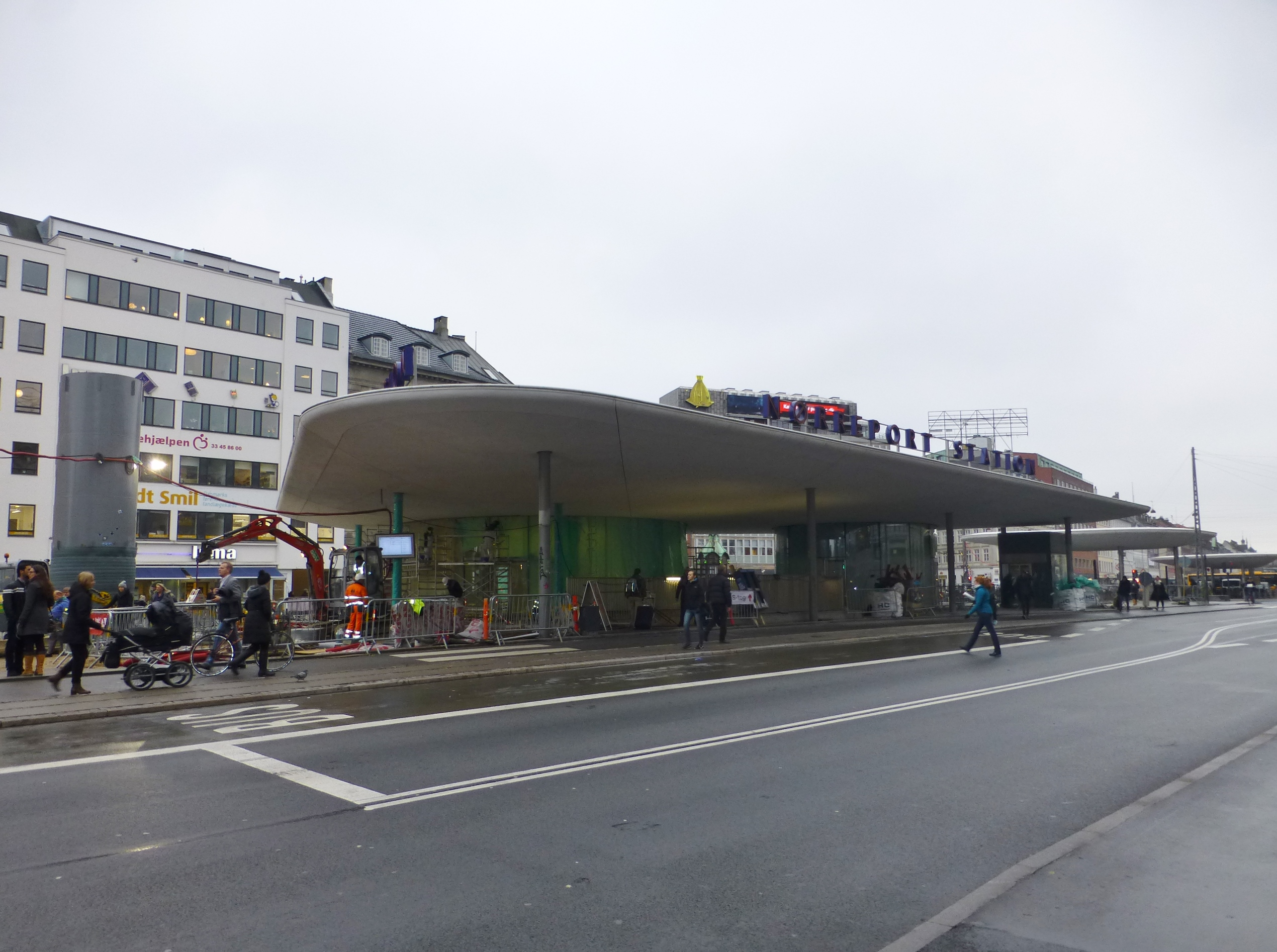
Bushalte en station langs de Nørre Volgade.
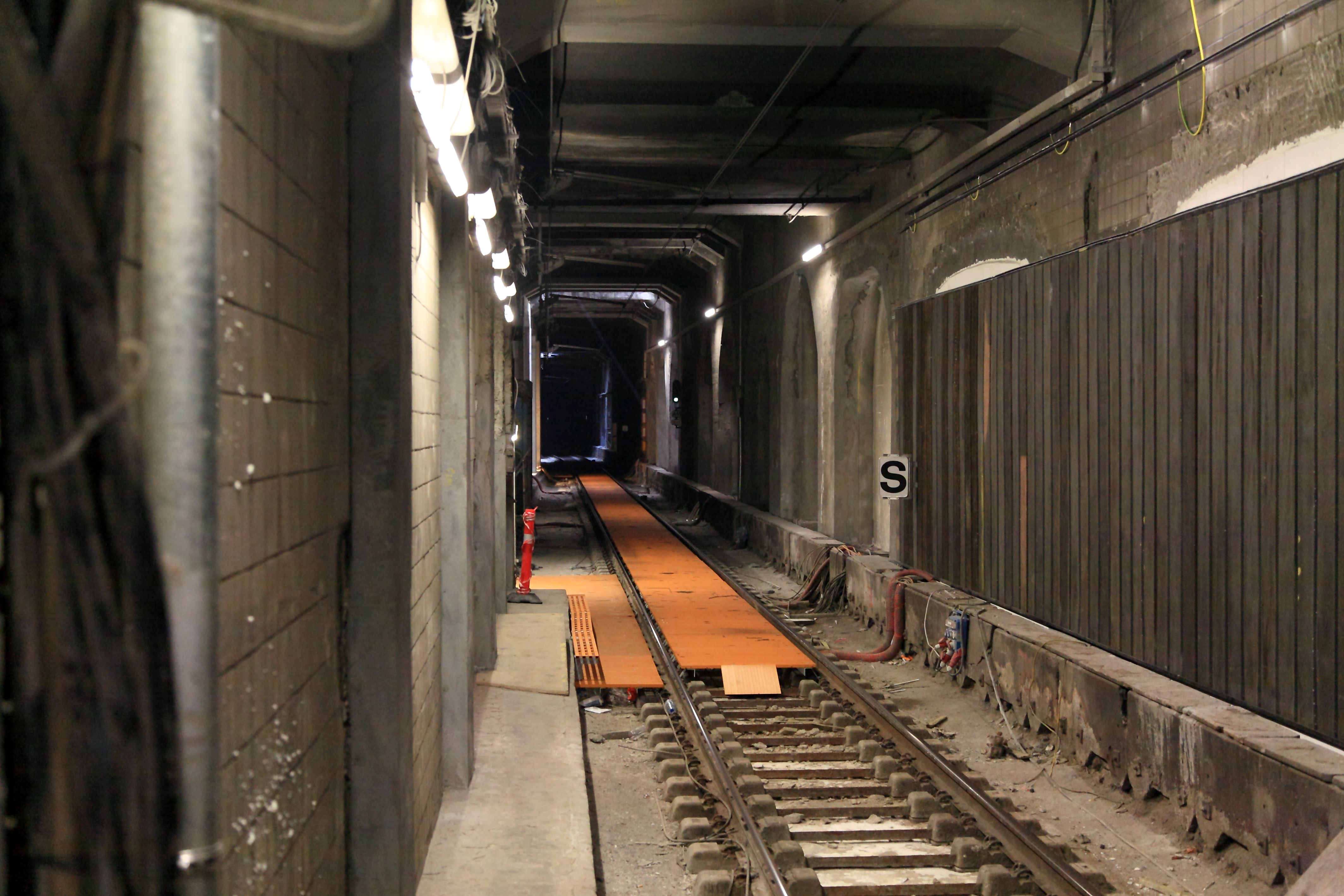
De houten platen voor de dichtgemaakte bogen, gezien vanaf het oostelijke perron.

Solrød Strand · Karlslunde · Greve · Hundige · Ishøj · Vallensbæk · Brøndby Strand · Avedøre · Friheden · Åmarken · Ny Ellebjerg · Sjælør · Sydhavn · Dybbølsbro · København H · Vesterport · Nørreport · Østerport · Nordhavn · Svanemøllen  · Hellerup · Jægersborg · Lyngby · Holte · Birkerød ·  Høvelte · Allerød · Hillerød
Høje Taastrup · Taastrup · Albertslund · Glostrup · Brøndbyøster · Rødovre · Hvidovre · Danshøj · Valby · Carlsberg · Dybbølsbro · København H · Vesterport · Nørreport · Østerport · Nordhavn · Svanemøllen · Ryparken · Emdrup · Dyssegård · Vangede · Kildebakke · Buddinge · Stengården · Bagsværd · Skovbrynet · Hareskov · Værløse · Farum
Høje Taastrup · Taastrup · Albertslund · Glostrup · Danshøj · Valby · Carlsberg · Dybbølsbro · København H · Vesterport · Nørreport · Østerport · Svanemøllen · Ryparken · Emdrup · Dyssegård · Vangede · Kildebakke · Buddinge · Stengården · Bagsværd · Skovbrynet · Hareskov · Værløse · Farum
Frederikssund · Vinge · Ølstykke · Egedal · Stenløse · Veksø · Kildedal · Måløv · Ballerup · Malmparken · Skovlunde · Herlev · Husum · Islev · Jyllingevej · Vanløse · Flintholm · Valby · Carlsberg · Dybbølsbro · København H · Vesterport · Nørreport · Østerport · Nordhavn · Svanemøllen · Hellerup · Charlottenlund · Ordrup · Klampenborg
Køge · Ølby · Køge Nord · Jersie · Solrød Strand · Karlslunde · Greve · Hundige · Ishøj · Ny Ellebjerg · Sjælør · Sydhavn · Dybbølsbro · København H · Vesterport · Nørreport · Østerport · Nordhavn · Svanemøllen · Hellerup · Bernstorffsvej · Gentofte · Jægersborg · Lyngby · Sorgenfri · Virum · Holte
Frederikssund · Ølstykke · Egedal · Stenløse · Veksø · Måløv · Ballerup · Malmparken · Herlev · Vanløse · Flintholm · Peter Bangs Vej · Langgade ·  Valby · Carlsberg · Dybbølsbro · København H · Vesterport · Nørreport · Østerport
0,0: Københavns Hovedbanegård ·
Vesterport ·
1,5: Nørreport ·
3,1: Østerport ·
Nordhavn ·
Svanemøllen ·
7,8: Hellerup ·
10,3: Charlottenlund ·
Ordrup ·	
13,3: Klampenborg · 
16,2: Springforbi · 	
18,8: Skodsborg ·
22,1: Vedbæk ·
26,1: Rungsted Kyst ·
29,1: Kokkedal ·
32,5: Nivå ·
36,3: Humlebæk ·
40,0: Espergærde ·
42,7: Snekkersten ·
46,2: Helsingør